# Stadtbrand von Konstantinopel (August 1203)

Karte des byzantinischen Konstantinopel

Der Stadtbrand von Konstantinopel, der wohl am 19. und 20. August die Metropole am Goldenen Horn traf, war das zweite von insgesamt drei solchen Großfeuern, die sich im Zuge des Vierten Kreuzzuges in der zu dieser Zeit größten Stadt des Mittelmeerraumes ereigneten. Betroffen war eine Fläche von mehr als 180 ha. Beim ersten Brand im Juli 1203 waren 50 ha betroffen gewesen, beim dritten Brand im folgenden Jahr immerhin noch 10 ha.

## Ursache und Verlauf
Das Feuer, das einen Monat zuvor entzündet worden war, war von Kreuzfahrern gelegt worden, die versucht hatten, dem byzantinischen Thronprätendenten Alexios zur Macht im Byzantinischen Reich zu verhelfen. Das Feuer, das rund vier Wochen später entbrannte, war sehr viel zerstörerischer, seine Ursache eine andere.
Um den 18. August 1203 zog ein Mob zum Goldenen Horn, wie der byzantinische Historiker Niketas Choniates berichtet. Dabei hätten die Männer, ohne zwischen Freund und Feind zu unterscheiden, die Häuser der Lateiner in Brand gesetzt. Die Freunde der Byzantiner waren die Händler aus Amalfi und Pisa, die nun zu den Kreuzfahrern nach Galata fliehen mussten, um sich in Sicherheit zu bringen. Die Feinde waren die Venezianer. Die Brände gerieten jedoch zunächst nicht außer Kontrolle.
Am folgenden Tag jedoch setzten einige Flamen, Pisaner und Venezianer von dort aus in Fischerbooten über das Goldene Horn, um eine Moschee anzugreifen. Als die Muslime sich erfolgreich zur Wehr setzten, legten die fliehenden Lateiner erneut Feuer, das aber nunmehr von starken Winden angefacht wurde und schnell um sich griff.
Nach Niketas brannte das Feuer zwei Tage und zwei Nächte. Geoffroy de Villehardouin, einer der wichtigsten Chronisten des Kreuzzugs, meint, das Feuer habe acht Tage gebrannt. Wahrscheinlich beobachtete letzterer die noch tagelang brennenden kleineren Feuer, die immer wieder in der Stadt aufflammten. Niketas berichtet, wie die Flammen unglaublich hoch schlugen, gegen dieses Feuer nun seien die früheren Stadtbrände bloße Funken gewesen. Häufig wechselnde Windrichtungen führten dem gewaltigen Brand immer neue Nahrung zu. Angesichts dieser Katastrophe, so Villehardouin, habe die Führer des Kreuzzugs tiefe Trauer und Mitleid erfasst, denn sie mussten zusehen, wie die großen Kirchen und Paläste einstürzten, wie große Warenmengen in Flammen aufgingen.

## Schadensumfang
Als erstes fiel den Flammen eine Moschee zum Opfer, die der „Agarenes“, die im Volksmund „Mitaton“ genannt wurde, berichtet Niketas. Sie habe bei der Kirche Hagia Eirene am Goldenen Horn gestanden, im Bezirk Perama. Die ursprüngliche Kirche war im 5. Jahrhundert außerhalb der Stadtmauern entstanden. Nach einer Feuersbrunst war sie unter Kaiser Manuel I. Komnenos wieder aufgebaut worden. Möglicherweise war die Kirche noch nicht ganz fertiggestellt, als sie 1203 abbrannte. Die Moschee, die wohl gleichfalls außerhalb der Stadtmauern lag, vermutlich unweit der heutigen Yeni Valid Camii, war erst kurz vor 1195 als Geste gegenüber Saladin entstanden. Vermutlich war sie für die Kreuzfahrer auf der anderen Seite des Goldenen Horns gut sichtbar und scheinbar leicht anzugreifen.
Dies kann jedoch nicht den gewaltigen Schaden erklären, der der Stadt entstand, denn die meisten Gebäude außerhalb der Stadtmauer hatte schon Kaiser Alexios III. abreißen lassen. Niketas deutet an, die Kreuzfahrer hätten an mehreren Stellen Feuer gelegt, wohl aus Rache. Dies bestätigt die Devastatio Constantinopolitana.
Villehardouin hingegen glaubt, beide Seiten hätten nicht gewusst, wem sie die Schuld geben sollten. Wie die meisten lateinischen Quellen verschweigt er den Angriff auf die Moschee, der den Brand erst in Gang setzte.
Nach Niketas brannten die am dichtesten besiedelten Quartiere der Stadt. Im Norden reichten die Flammen nur bis Perama, doch in den südlicheren Gebieten reichten sie bis Eleutherios, Richtung Süden bis an die Mauern am Marmarameer. Von dort richtete sich die Zerstörung westwärts bis zum Theodosiushafen. Die Myrelaion-Kirche wurde zerstört.
Die Hitze der Flammen riss heiße Asche hoch in die Luft, die wiederum andere Quartiere in Brand setzte, sogar ein Schiff, das den Bosporus durchqueren wollte. Die Chronisten berichten, das Feuer sei auch der Hagia Sophia sehr nahegekommen. Die Gemälde der Patriarchen im Atrium der Kirche seien verbrannt, wie die Nowgoroder Chronik berichtet. Das Atrium bestand bis zum 19. Jahrhundert, wurde aber möglicherweise nach der Beschädigung von den Lateinern wiederhergestellt.
Niketas berichtet, die beiden überdachten Straßen zwischen Milion und Philadelphion seien abgebrannt (etwa der heutigen Hilali Ahmer Caddesi entsprechend). Die zweite Straße war die Mese, die bis zum Goldenen Tor reichte. Das Philadelpion, dort wo die Bronzequadriga stand, die später die Markuskirche in Venedig schmückte, hat aber offenbar die Flammen überstanden. Ähnliches gilt für das Forum Tauri. Die dortige Säule des Theodosius bestand mindestens bis 1504. Auch die Reste des Theodosius-Bogens, der die Mese noch bis 558 überspannte, weisen keine Brandschäden auf. Die Kirche der hl. Anastasia, von der der spätere Patriarch Tommaso Morosini Säulen zur Ausschmückung der Hagia Sophia habe entwenden lassen, fiel wahrscheinlich gleichfalls dem Brand zum Opfer.
Auch das Konstantinsforum litt unter den Flammen, wobei die Säule des Konstantin alle Brände überstand. Dort zerstörten Griechen allerdings eine Statue der Athena, weil sie glaubten, sie winke den Kreuzfahrern. Eine Statue der Hera wurde eingeschmolzen und zu Münzen verarbeitet. Offenbar hatten die Statuen den Brand überstanden.
Niketas berichtet, nicht einmal das Hippodrom sei verschont geblieben. Doch archäologische Untersuchungen in den 1920er Jahren, dazu das Überleben einer kleinen Kirche unmittelbar neben dem Westrand, erweisen, dass das Hippodrom weniger Schaden genommen haben kann, als die Quellen suggerieren. Es wurde eher von den späteren Nachbarn geplündert. Das Innere des Bauwerks, mit seinen zahlreichen bronzenen Kunstwerken, wurde erst 1204 ausgeraubt, nachdem die Kreuzfahrer die Stadt erobert hatten.
Insgesamt traf das zweite Feuer des Jahres eine Fläche von 182 ha. Etwa 15.000 Lateiner flohen aus der Stadt zu den Kreuzfahrern. Die Wut der Griechen, so klagt Niketas, hatte sogar dazu geführt, dass sich die verfeindeten Pisaner und Venezianer verbündeten. Die Pisaner, die bis dahin Konstantinopel verteidigt hatten, halfen im nächsten Jahr bei dessen Eroberung.